# Maillé (Indre i Loara)
Maillé – miejscowość i gmina we Francji, w Regionie Centralnym, w departamencie Indre i Loara.
Według danych na rok 1990 gminę zamieszkiwały 594 osoby, a gęstość zaludnienia wynosiła 38 osób/km² (wśród 1842 gmin Regionu Centralnego Maillé plasuje się na 609. miejscu pod względem liczby ludności, natomiast pod względem powierzchni na miejscu 854.).